# Hyakken Uchida
Hyakken Uchida (内田 百間 Uchida Hyakken?, n. 29 mai 1889, Okayama, Japonia – d. 20 aprilie 1971, Tokyo⁠(d), Tōkyō, Japonia) a fost un profesor universitar și scriitor japonez.

## Biografie
S-a născut în 1889 în orașul Okayama, în familia unui producător de sake, a cărui afacere a intrat ulterior în faliment. El era singurul copil al familiei și a primit la naștere numele Eizō Uchida (内田 榮造, Uchida Eizō).
A absolvit studii de literatură germană la Universitatea Imperială din Tokio în 1914 cu o teză despre romanul Frau Sorge (1887) de Hermann Sudermann și a predat limba germană în următorii douăzeci de ani. S-a căsătorit în 1912 cu Kiyoko cu care a avut doi fii și trei fiice. Primii lor doi copii s-au născut înainte ca Uchida să absolve studiile universitare, ceea ce l-a determinat să caute o sursă stabilă de trai.
Uchida a obținut postul de profesor de limba germană la Academia Armatei Imperiale Japoneze în 1916, iar din 1920 a predat la Universitatea Hosei din Tokyo. A deținut simultan posturi și în alte instituții de învățământ. În anul 1934 a abandonat activitatea didactică pentru a-și consacra timpul activității literare. Cu toate acestea, a continuat câțiva ani să predea cu normă parțială până când a câștigat suficienți bani pentru a-și întreține familia.
A murit în anul 1971.

## Activitatea literară
A studiat haiku-urile în perioada studiilor liceale și a fondat un grup care a publicat o revistă literară. Tot atunci a început să scrie poeme haiku și a luat pseudonimul Hyakken (care are sensul „100 ken” sau aproximativ 200 de yarzi) de la lățimea unui râu secat din Okayama, pseudonim pe care l-a scris uneori Hyakkien („Grădina celor 100 de căpcăuni”). Dornic să afle părerea unui specialist, i-a trimis în 1909 romancierului Natsume Sōseki (1867-1916) o povestire intitulată „Rōneko Monogatari” („Povestea bătrânei pisici”), primind un răspuns încurajator. A continuat să scrie și în perioada studiilor universitare, iar în 1911 l-a întâlnit pe Sōseki și s-a alăturat cercului literar și intelectual al acestuia. Influența lui Sōseki se observă în multe din scrierile lui.
În anul 1920 a început să studieze interpretarea la koto sub îndrumarea muzicianului orb Michio Miyagi (1894-1956), cu care a menținut o relație apropiată până la moartea lui. Pasiunea sa pentru muzică se regăsește în mai multe scrieri, printre care „Isobe no matsu” („Pinul din Isobe”), care este inspirată din viața lui Miyagi.
Uchida a debutat în 1921 cu un volum de povestiri intitulat Shin shōsetsu („Povestiri noi”), care include povestirile „Meido” („Tărâmul morților”), „Hanabi” („Focuri de artificii”) și „Kudan”. Aceste povestiri au fost lăudate de critici pentru reprezentarea suprarealistă a minții omenești. După o pauză lungă, Uchida a publicat în 1933 un volum de eseuri intitulat Hyakkien Zuihitsu („Eseurile lui Hyakken”), care i-a adus faimă și l-a determinat să abandoneze cariera didactică pentru a se consacra literaturii. Scriitorul a fost considerat „un model al eseiștilor rafinați din literatura japoneză modernă”. În cariera sa el a publicat peste 15 volume, inclusiv Eu, motanul: falsă versiune (贋作吾輩は猫である Gansaku Wagahai wa Neko de Aru?) (o parodie după romanul Eu, motanul (1905) al lui Sōseki, care a apărut în 1950) și Porți închise în amurg (日没閉門 Nichibotsu heimon?) (1971). 
Scrierile lui Uchida sunt populare în Japonia prin umorul lor fin și prin observațiile incisive cu privire la viață, conturându-i o reputație de om excentric, dar foarte iubit. Unele lucrări au devenit deja scrieri clasice precum „Meido” („Tărâmul morților”) și Intrarea triumfală în Port-Arthur (Ryojun Nyujōshiki (旅順入城式?)), care sunt cunoscute prin imaginile lor onirice cu caracter suprarealist, sau „Tokyo shojin” („Tokyo incendiat”), o relatare a raidurilor aeriene asupra orașului Tokyo, sau „Nora ya, Nora!” („Oh, Nora, Nora!”), care au reprezentat surse de inspirație pentru filmul Madadayo al lui Kurosawa.
Uchida a fost obsedat de ideea morții și și-a făcut primul testament la vârsta de 29 de ani. Afecțiunea sa față de propriile animale de companie precum pisicile și păsările este, de asemenea, bine cunoscută, ca și pasiunea sa pentru căile ferate.
Romanul Disk of Sarasate (サラサーテの盤 Sarasāte no ban?) și alte scrieri de ficțiune interbelică ale lui Uchida constituie sursele de inspirație ale filmului Zigeunerweisen (1980), regizat de Seijun Suzuki. Cineastul Akira Kurosawa i-a adus un omagiu profesorului Uchida în ultimul său film, Madadayo (まあだだよ?) (1993), inspirat din scrierile sale.
Deși este o mare personalitate literară în Japonia, are în prezent o singură carte tradusă în limba engleză: Tărâmul morților (冥途 Meido). Acest volum include, de asemenea, colecția Intrarea triumfală în Port-Arthur (Ryojun Nyujōshiki (旅順入城式?)). Un fragment tradus din volumul Hyakkien Zuihitsu (百鬼園随筆?) [Însemnări din Grădina Goblinilor] a apărut în ediția din ianuarie 2006 a revistei Skyward a companiei Japan Airlines, sub titlul „Small Round Things”.

## Opera (selecție)

### Romane
- Meido (冥途?) (Tărâmul morților, 1921)
- Ryojun Nyujōshiki (旅順入城式?) (Intrarea triumfală în Port-Arthur, 1934)
- Tokyo Nikki (東京日記?) (Note de jurnal intim din Tokyo, 1939). Prima apariție a avut loc în Oka no Hashi (丘の橋?).
- Nanzanju (南山壽?) (Prima apariție a avut loc în Kiku no Ame (菊の雨?).) (1939)
- Yanagi Kenkō no Shōkan (柳撿校の小閑?) (Prima apariție a avut loc în Fune no Yume (船の夢?).) (1941)
- Gansaku Wagahai wa Neko de Aru (贋作吾輩は猫である?) (1950)
- Sarasāte no ban (サラサーテの盤?) (Eu, motanul: falsă versiune, 1951). Prima apariție a avut loc în Jissetsu Sōheiki (實説艸平記?).
- Ahō Ressha (阿房列車?) (Călătoria cu trenul a lui Hyakken Uchida, 1952–1956)

### Eseuri
- Hyakkien Zuihitsu (百鬼園隨筆?) (1933)
- Manuke no Jitsuzai ni Kansuru Bunken (間抜けの實在に關する文獻?) (1933)
- Zoku Hyakkien Zuihitsu (續百鬼園隨筆?) (1934)
- Daihinchō (大貧帳?) (1941)
- Gochisōchō (御馳走帖?) (1946)
- Jissetsu Sōheiki (實説艸平記?) (1951)
- Nora ya (ノラや?) (1957)
- Nichibotsu Heimon (日沒閉門?) (1971)

### Literatură pentru copii
- Ō-sama no Senaka (王樣の背中?) (1934)

### Jurnale
- Hyakkien Nikkichō (百鬼園日記帖?) (1935)
- Hyakkien Nikkichō (續百鬼園日記帖?) (1937)
- Tokyo Shōjin (東京焼盡?) (1955)

### Haiku
- Hyakkien Haikuchō (百鬼園俳句帖?) (1934)
- Hyakkien Haiku (百鬼園俳句?) (1943)

### Filme
- Roppa no Hōjiro Sensei (ロッパの頬白先生?), Toho, 1939), cu Roppa Furukawa.
- Zigeunerweisen (ツィゴイネルワイゼン?) (Toho, 1980), regizat de Seijun Suzuki, cu Yoshio Harada, după romanul Sarasāte no ban.
- Madadayo (まあだだよ?) (Daiei, 1993), regizat de Akira Kurosawa, cu Tatsuo Matsumura.